# Ouriço-terrestre
O ouriço-cacheiro (português europeu) ou ouriço-terrestre (português brasileiro) ou chamado pelo seu nome científico: Erinaceus europaeus também chamado porco-espinho, ouriço-cacho ou, simplesmente, ouriço é um mamífero insectívoro primitivo da família Erinaceidae, a qual engloba 16 espécies. O ouriço-cacheiro está apenas presente no continente europeu (nativo), sendo introduzido na Nova Zelândia. Em Portugal é uma espécie fácil de encontrar na natureza.

## Descrição
Os ouriços-cacheiros são facilmente reconhecíveis pelos seus espinhos, que revestem todo o corpo exceto o focinho e ventre.
O ouriço-cacheiro tem cerca de seis mil espinhos aguçados de 2 a 3 centímetros, que cobrem o dorso e os flancos do seu corpo. Os espinhos são pêlos modificados cuja mobilidade é controlada pelos músculos. Os espinhos são eriçados, de cor castanha matizada com tons mais ou menos escuros, porém o pêlo da barriga é creme ou esbranquiçado.
Quando se sente ameaçado, o ouriço-cacheiro enrola-se sobre si próprio, ocultando as partes expostas do seu corpo, como o ventre, os membros e a cabeça, transformando-se numa “bola com picos”, bastante difícil de penetrar. A cabeça distingue-se facilmente do resto do corpo, os olhos são grandes, as orelhas são relativamente pequenas e pontiagudas e possui uma cauda rudimentar.

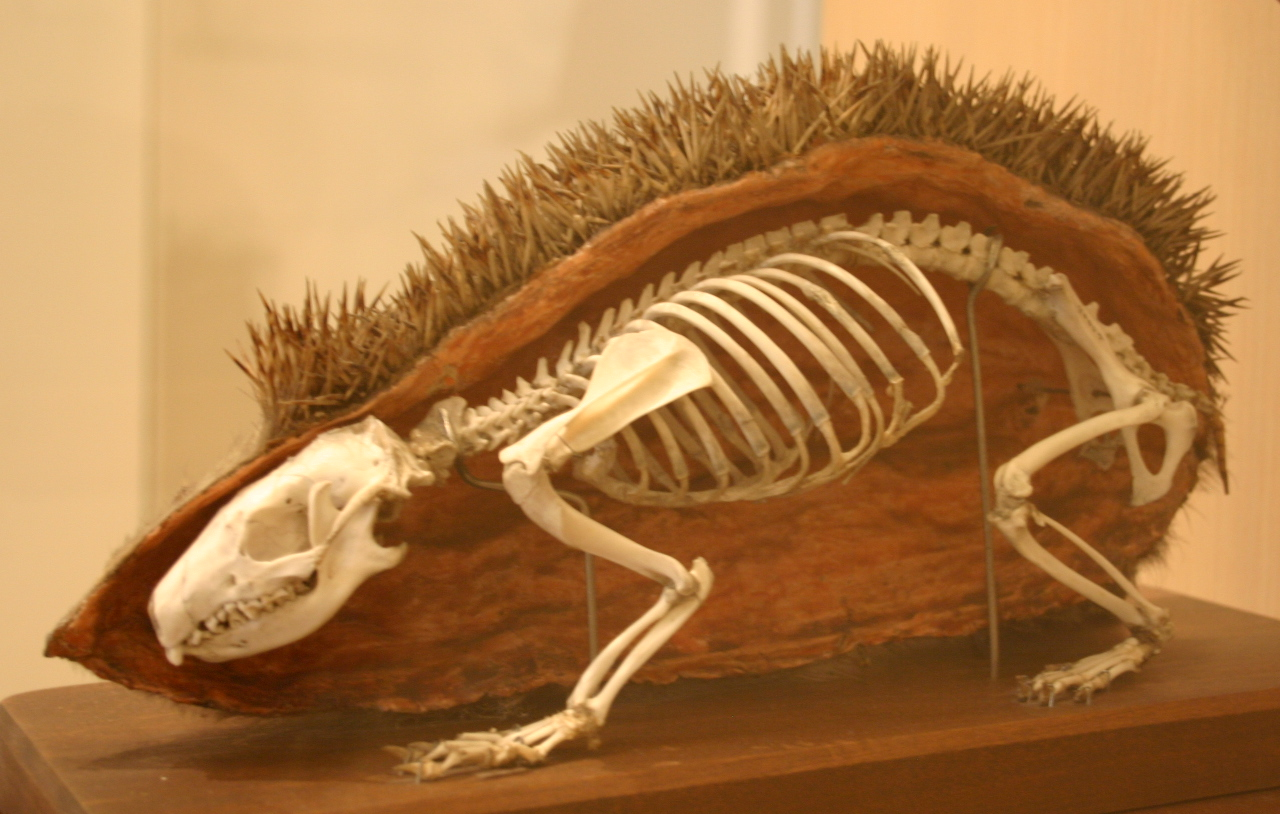
esqueleto em relação ao corpo

Não existe dimorfismo sexual, isto é, não existem características evidentes que diferenciem machos e fêmeas. No entanto, a principal diferença é que os machos possuem testículos intra-abdominais e o pénis bastante desenvolvido, enquanto a fêmea possui uma vagina perto do ânus e têm cinco pares de mamilos ou têtas: um par na zona peitoral, dois pares na zona abdominal e dois pares na zona inguinal.
O comprimento do corpo varia entre 20 e 35 centímetros e a cauda entre 10 e 20 centímetros. Os animais adultos pesam em média 700 gramas, podendo este valor variar entre 400 e 1200 gramas. Um animal que não possua, pelo menos, entre 500 e as 600 gramas terá dificuldade em sobreviver ao período de hibernação. Geneticamente são seres diplóides (2n) com 48 cromossomas. A longevidade média é de 3 anos mas podem viver até aos 16 anos.

## Distribuição geográfica
O ouriço-cacheiro distribui-se por quase toda a Europa Ocidental e central, incluindo as ilhas Britânicas, áreas costeiras e meridionais da Escandinávia, estendendo-se aos Países Bálticos como a Finlândia, Estónia e partes ocidentais da Carélia, na Rússia. A sua fronteira leste atinge a porção ocidental da Polónia, Áustria, República Checa e Eslovénia. Pode ser encontrada em quase toda a Península Ibérica. No Mediterrâneo, apenas ocorre nas ilhas da Córsega (França), Sardenha e Sicília (Itália).
Não ocorre nas ilhas Baleares, Canárias, Chipre, Madeira, Malta, Balcãs ou Grécia. Foi introduzido artificialmente nalgumas ilhas dos Açores, nomeadamente em São Miguel, Santa Maria, Terceira, São Jorge, Pico e Faial.

## Ecologia e comportamento

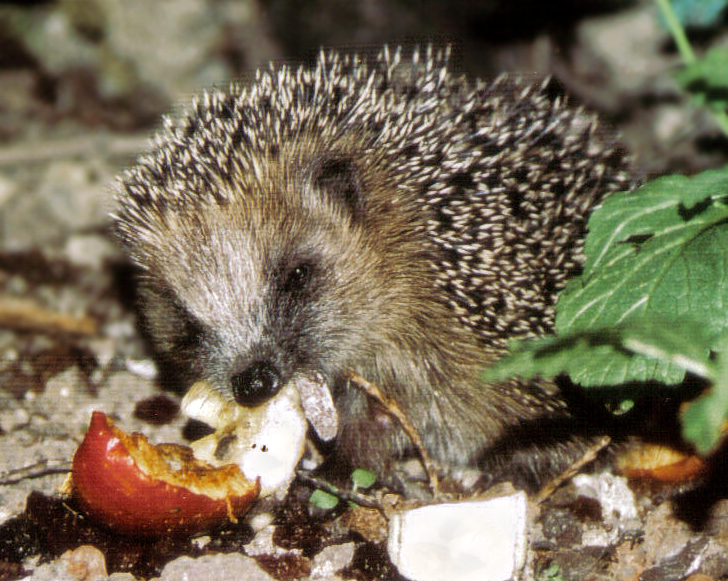
Ouriços-cacheiros também consomem frutos

Na Península Ibérica possui uma vasta gama de meios naturais, desde zonas abertas a áreas mais arborizadas, esta última é a mais procurada pelos ouriços-cacheiros pois oferece abrigo e proteção. Na área do Mediterrâneo preferem áreas mais húmidas, como florestas. Habitam também zonas semiurbanas, como jardins.
O ouriço-cacheiro é um animal ativo, principalmente ao crepúsculo e durante a noite. O ouriço-cacheiro é insetívoro, isto é, o seu regime alimentar passa sobretudo por pequenos insetos. No entanto, também come frutos silvestres, sementes, minhocas, caracóis, ovos de aves (de ninhos que são construídos no solo) ou ainda pequenas rãs e répteis que encontre pelo seu caminho. Apesar das pequenas pernas, o ouriço-cacheiro pode percorrer um a três quilómetros numa noite à procura de alimentação.
Como se alimenta em poucas porções e tem uma taxa metabólica muito alta, os ouriços-cacheiros procuram alimento também durante o dia, em especial as fêmeas durante o período de amamentação e os jovens, pois têm maiores necessidades energéticas.
Os ouriços-cacheiros são animais solitários, não sendo contudo animais territoriais. A sua área territorial varia entre 20 a 30 hectares para os machos e cerca de 10 hectares para as fêmeas.
Não são animais agressivos, mas há registo de lutas principalmente entre os machos, para estabelecer domínio entre eles.
São mamíferos noctívagos e hibernam, usando uma toca que cavam no solo. A hibernação do ouriço ocorre de novembro a março normalmente, havendo uma alta taxa de mortalidade nos ouriços durante a primeira hibernação. Durante a hibernação o seu ritmo cardíaco passa de cerca de 190 bpm para 20 bpm e a respiração quase pára.
Os ouriços-cacheiros constroem tocas para hibernar e terem as crias. Durante os meses mais quentes do ano, refugiam-se em locais com vegetação densa, mudando muitas vezes de abrigo. Em Portugal, a hibernação acontece nos ouriços-cacheiros que habitam regiões de elevadas altitudes, como a Serra da Estrela e planaltos do distrito de Bragança, onde o frio é muito acentuado.

## Reprodução

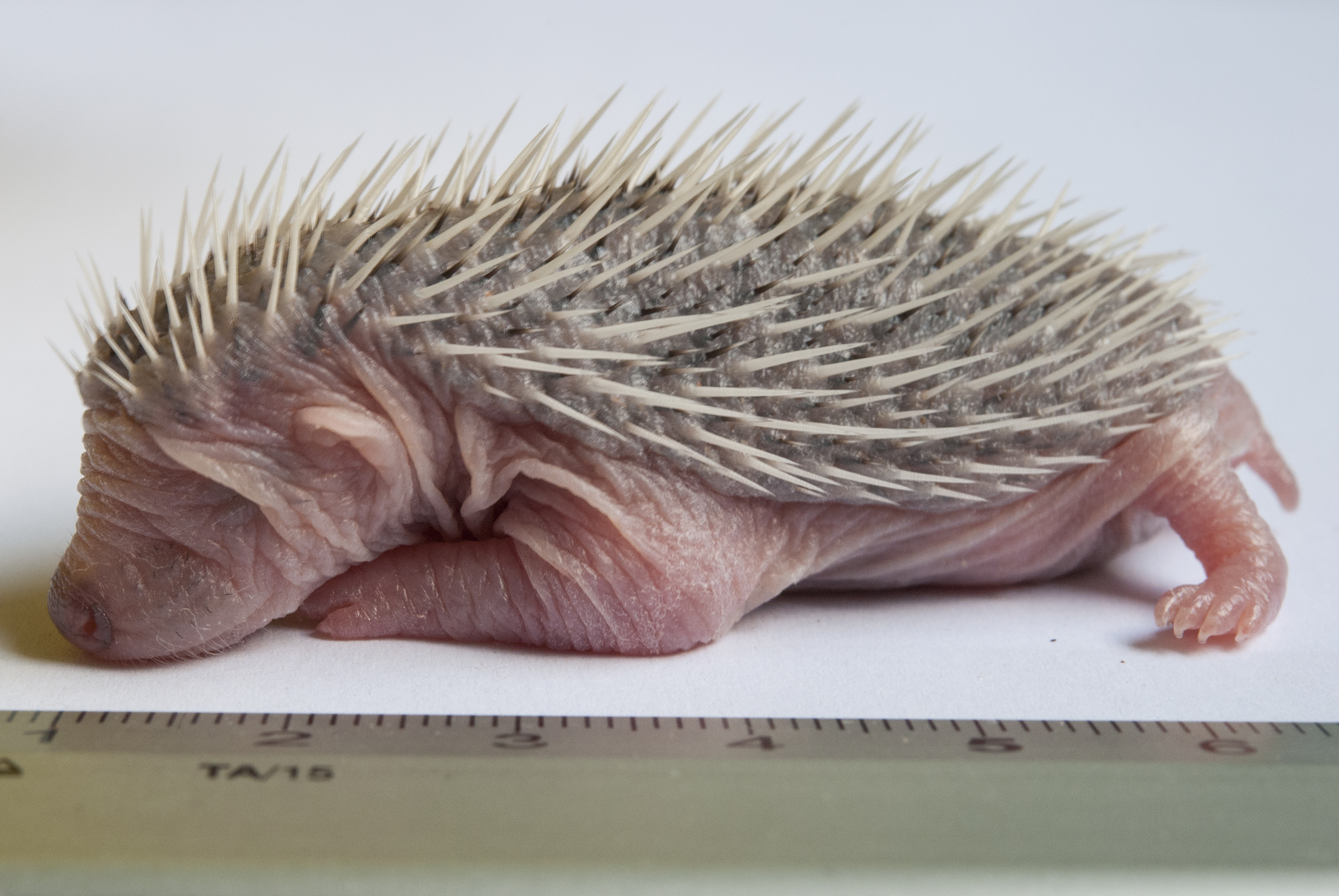
Ouriço-cacheiro bebé

Por terem o corpo coberto de espinhos, é difícil pensar como os ouriços-cacheiros se reproduzem. Porém os espinhos são manobráveis e, na época de reprodução, quando o macho faz uma “dança” à volta da fêmea, esta baixa os espinhos de forma a que os espinhos fiquem deitados sobre o seu corpo, permitindo o acasalamento.
Em Portugal, os ouriços podem acasalar entre Janeiro/Fevereiro e Agosto/ Setembro, sendo que na maior parte das vezes, acasalam apenas uma vez por ano. A fêmea constrói um ninho com penas e palhas onde criará sozinha, a sua ninhada.
O período de gestação tem a duração de 35 dias, nascendo 2 a 6 crias. As crias nascem cegas, de cor branca e com peso relativo de 10 a 25 g. As crias não nascem com os picos aguçados e o seu corpo está envolto numa camada gelatinosa espessa. Deste modo, ao nascer, as crias não ferem a mãe. Mas no interior dos espinhos há um líquido que horas após o nascimento, secará levando a que estes rapidamente fiquem eriçados e fortes. A abertura dos olhos ocorre após duas semanas e as crias começam a sair do ninho na terceira semana. A amamentação dura cerca de um mês. Após esse período, a cria alimenta-se sem qualquer auxílio dos progenitores.
Até ao primeiro ano de vida, a mortalidade é bastante elevada (até 70%). Passado esse ano, os ouriços conseguem viver até cinco anos. A maturidade sexual é atingida ao primeiro ano de vida. As crias, desde a nascença enrolam-se sobre si mesmas, pois são deixadas sozinhas no ninho pela progenitora que necessita de se alimentar. Embora as crias sejam mais vulneráveis, pois os seus espinhos são menos duros, os predadores não são a principal ameaça dos ouriços.

## Fatores de ameaça
Por serem animais relativamente lentos, são um dos vertebrados mais susceptíveis de ser atropelados. Em Portugal não são uma espécie em risco. Noutras regiões, por exemplo, na província de Leão (Espanha) são atropelados em média de 1,7 indivíduos por quilómetro. No que diz respeito a relações bióticas, existem registos do ouriço-cacheiro ser presa do bufo-real(Bubo bubo), raposas (Vulpes vulpes), texugos (Meles meles) e mesmo cães (Canis familiaris).

## Parasitas

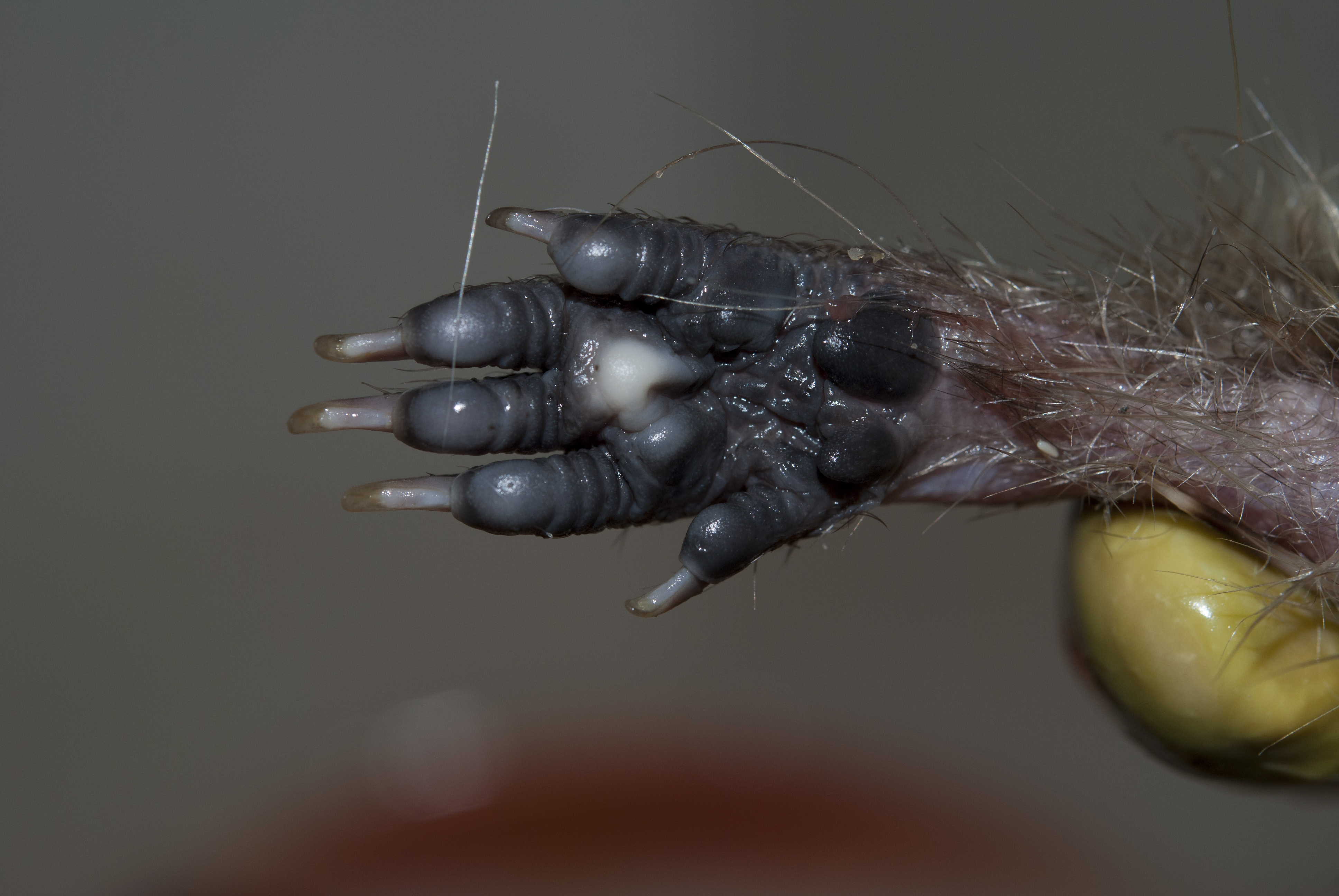
Palma e parte do membro dianteiro

São animais que apresentam diversas patologias, sendo parasitados por trematódes, nematodes, sifonápteros e acarinos, entre os quais alguns parasitas exclusivos, como o trematóde Brachylaemus erinacei e a pulga Archaeopsylla erinacei.

## Fatores de conservação
O ouriço-cacheiro está classificado como espécie com estatuto de conservação pouco preocupante (LC), segundo a Lista Vermelha da IUCN.
Apesar de a sua principal ameaça ser os atropelamentos, não estão sujeitos a nenhuma tendência regressiva e são relativamente abundantes na sua área de distribuição. O ouriço-cacheiro é uma das espécies que está listada no Anexo III da Convenção de Berna. Ocorre em várias áreas protegidas dentro da sua área geográfica.

## Importância cultural e económica

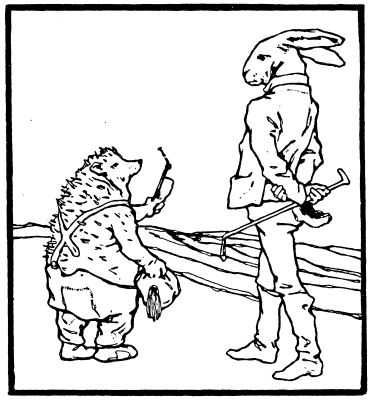
A Lebre e o Ouriço-cacheiro (ilustração de Otto Ubbelohde), lenda dos Irmãos Grimm

Tradicionalmente, não tem particular interesse económico especial pelo seu uso. Em certas regiões europeias são animais por vezes perseguidos pelo homem, pois alimentam-se de ovos de aves cinegéticas que têm ninho no solo.
No País Basco e em Portugal no passado era uma espécie capturada com fins gastronómicos. O ouriço-cacheiro era considerado um petisco no sul de Portugal, tendo o prato nome de «leitão da serra». Atualmente, não é permitida a captura destes animais selvagens. Regra geral, hoje têm a estima humana pela sua morfologia única e natureza inofensiva. São parte do imaginário infantil, com personagens comuns em literatura (contos) e programas infantis em muitos Países.

## Informações taxonómicas
Estudos genéticos recentes apoiam a distinção duma nova subespécie E. europaeus hispanicus, endémica à Península Ibérica, mas serão necessários estudos adicionais a fim de confirmar esta possibilidade.